# Єнс Граль
Єнс Граль (нім. Jens Grahl, нар. 22 вересня 1988, Штутгарт, Німеччина) — німецький футболіст, воротар клубу «Айнтрахт» (Франкфурт-на-Майні).

## Ігрова кар'єра
Єнс Граль народився у місті Штутгарт. Вихованець місцевих клубів «Штутгарт» та «Штутгартер Кікерс», з яких 2006 року потрапив у «Гройтер Фюрт», де став виступати у складі резервної команди. Але в основі Граль так і не зіграв. 2009 року Єнс перейшов до складу «Гоффенгайму». Але і в цьому клубі воротар здебільшого грав лише у дублюючому складі. Зігравши в основі лише 12 матчів. Один сезон у 2011 році Граль провів в оренді у складі «Падерборна», зігравши за цю команду лише один матч у кубку.
У 2016 році воротар повернувся до рідного міста і де приєднався до клубу «Штутгарт»., де також виконував функції резервного воротаря. 14 травня 2018 року він продовжив свій контракт зі Штутгартом до червня 2020 року. Всього у складі «Штутгарта» Граль провів 5 років, втім так жодної офіційної гри за першу команду і не провів.
19 липня 2021 року Граль підписав трирічний контракт з «Айнтрахтом» (Франкфурт). 17 квітня 2022 року через травми перших двох голкіперів команди Кевіна Траппа та Діанта Рамая Граль отримав шанс дебютувати в Бундеслізі в грі проти «Уніон Берліна» (0:2). Того ж року його команда виграла Лігу Європи УЄФА, втім Граль у цьому турнірі жодного разу не виходив на поле.

## Титули і досягнення
- Володар Ліги Європи УЄФА (1):

«Айнтрахт»: 2021/22